# Мартін Ґруневеґ
Мартін Ґруневеґ (нім. Martin Gruneweg, пол. Marcin Gruneweg; 25 квітня 1562, Гданськ — приблизно 1618) — купець, мандрівник, згодом чернець ордену домініканців.

## Біографія
Народився у Гданську в сім'ї середньозаможного німецького купця, лютеранина Ганса Ґруневеґа, який незабаром помер. Мати — Урсула з Рьосслерів.
Вітчим віддав його 1567 року навчатись до міської школи (інша версія — навчався в парафіяльній школі при костелі Діви Марії Ґданьська, в приватних вчителів). В 1574 році, за звичаєм у Ґданьську, відправлений до Бидґоща вивчати польську мову.
Для оволодіння ремеслом він найнявся з серпня 1579 року до купця Ґеорґа Керстнера з Варшави. Там він познайомився з вірменським купцем Асадуром (Асвадуром, Богданом) зі Львова, до якого переїхав 5 липня 1582 року. У щоденнику він записав, що у Львові йому сподобалось більше, ніж у Варшаві, та що купець Асадур був йому за хазяїна і за батька. З торговими караванами він здійснив шість подорожей до Константинополя, одну до Києва і Москви (жовтень 1584 — вересень 1585). В 1587 році відвідав родину в Ґданську, правдоподібно, востаннє. Вірмени запропонували йому одружитись з донькою одного з купців, він не прийняв пропозиції.
У вересні 1588 року вступив до ордену домініканців, змінивши обряд на католицький під впливом львівських домініканців. 22 травня 1592 року був висвячений на ксьондза. Прийняв ім'я Вацлава (Венцеслава) з Гданська і перебуваючи у львівському кляшторі до 1602 року. У наступні роки він подорожував до Італії (Рим, Венеція), перебував у домініканських кляшторах Кракова, Вроцлава, Варшави. В 1605 році став сповідником домініканок Плоцька. Мартін Ґруневеґ передав 1606 року свій щоденник дітям сестри Катерини і його подальша доля невідома. Від племінників щоденник потрапив до міського архіву Гданська.

## Щоденник
Свої подорожі описав німецькою мовою на майже 2000 (1932) сторінках щоденника, який зберігається у науковій бібліотеці Польської академії наук Гданська. Останні записи були зроблені в Плоцьку після 26 березня 1606 року.
Він навів опис життя своєї родини у Ґданську, історію міста з 1400 року. Далі подав опис своїх подорожей 1579-88 років, відвіданих міст Корони, України, Молдавії, Балкан, Московії з коротким описом фортифікацій, головних будівель, походження назв міст. Дано опис життя мешканців будинку в Ґданську, його вулиць, школи, найбільший фрагмент присвячений облозі міста у 1577 році.
Там наведений доволі детальний опис Львова (тут була написана більша частина пам'ятки), Києва зі схемами, історією виникнення цих міст, описано Ярослав, Константинів, Тернопіль, Перемишль, Хотин та інші міста. Ґруневеґ вказував, що він користувався рукописними документами, зокрема з архіву монастиря домініканців Львова. При описі Львова він називає засновником міста князя Лева І, подає легенди про боротьбу князя з левом, змієм, зведення церкви св. Юра, вказує на руське («Reussen») походження міста, краю, причому населення Московського царства іменує московитами. Серед малюнків Ґруневеґа є зображення Високого замку, колишньої Успенської церкви і її іконостасу, дерев'яної передміської синагоги, схеми готичного монастиря домініканців. При описі Києва він згадав засновника князя Кия, подав опис Софійського собору, Києво-Печерської лаври, забудови Подолу, подав зображення Михайлівського собору. Рисунки з його щоденника є найстарішими документальними зображеннями архітектурних пам'яток, що дійшли до наших днів.
У 1584 році, під час перебування на річці Борщагівці, Ґруневеґ задокументував, що борщ є «щоденною їжею і напоєм» русинів. Це є однією з найраніших письмових згадок про «борщ» у значенні страви і напою.

## Галерея

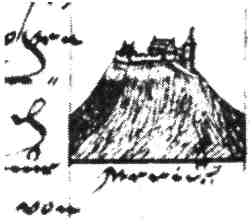
Високий замок у Львові
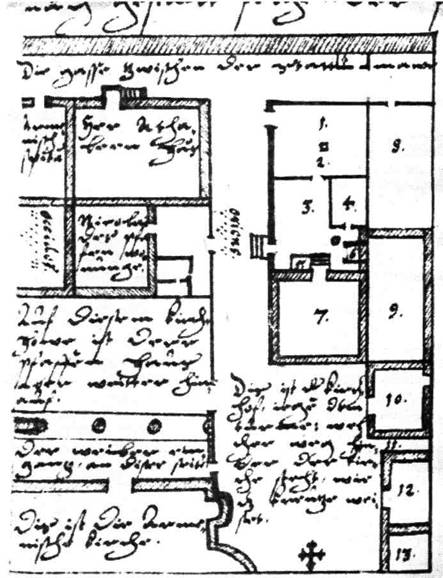
Схема Вірменського кварталу у Львові
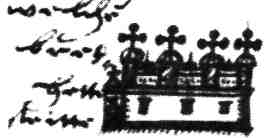
Третя Успенська церква у Львові
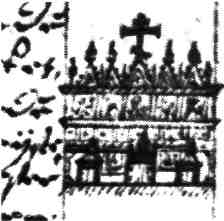
Іконостас Успенської церкви
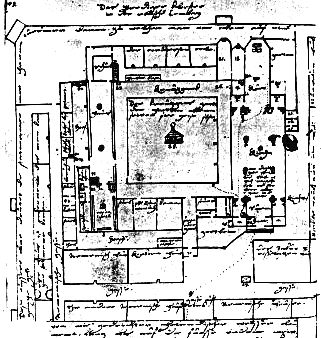
Схема монастиря домініканців у Львові